# Michaela Gosselin
Michaela Gosselin (Collingwood, 31 gennaio 2001) è una sciatrice alpina canadese paralimpica, che ha gareggiato ai Campionati mondiali di Lillehammer 2021, dove ha vinto una medaglia di bronzo e alle Paralimpiadi invernali del 2022.

## Biografia
Ha iniziato a sciare da piccola e ha fatto parte dell'Osler Bluff Ski Club nelle Blue Mountains, nell'Ontario. Fino al livello U16, Gosselin ha gareggiato nello sci normodotati. All'età di 18 anni le è stato diagnosticato un tumore maligno, che le ha provocato la scapulectomia della spalla sinistra. Dopo la diagnosi ha scelto di praticare altri sport, prima di decidere di ritornare a competere nello sci alpino paralimpico.
Nel 2016, mentre giocava a calcio, ha subito la frattura della clavicola, la lussazione alla spalla e una commozione cerebrale, incidente che l'ha costretta a sottoporsi a due interventi chirurgici e a otto mesi di recupero.

## Carriera
Gosselin ha fatto il suo debutto ai Campionati mondiali del 2021 a Lillehammer, in Norvegia, dove ha vinto la medaglia di bronzo nello slalom speciale. Si è qualificata alle Paralimpiadi invernali del 2022 tenutesi a Pechino, in Cina.

## Palmarès

### Campionati mondiali
- 1 medaglia:
  - 1 bronzo (slalom speciale a Lillehammer 2021)